# Краузе — Минкус (каталог марок)
«Кра́узе — Ми́нкус» (ранее катало́г Ми́нкуса) — каталог почтовых марок США[≡] и всего мира[≡], выпускавшийся на английском языке в США в 1950—2004 годах. Вначале издавался торговым концерном «Минкус», основанным Жаком Минкусом, позднее — издательством «Krause Publications» под редакцией Джорджа Тламсы (англ. George A. Tlamsa).

## Описание
В США каталог Минкуса конкурировал с каталогом «Скотт», занимая второе место. Как правило, продававшийся через филателистические отделы универмагов, этот каталог имел собственную систему нумерации марок, которая использовалась в его каталогах и альбомах для почтовых марок. Это было обусловлено тем, что система нумерации каталога «Скотт» охраняется авторским правом.
В 2004 году каталог Минкуса и его система нумерации были приобретены издательством «Amos Press», выпускающим каталог «Скотт», после чего издание каталога Минкуса прекратилось. Последним каталогом американских почтовых марок стал «Стандартный каталог марок США „Краузе — Минкус“» 2004 года («2004 Krause—Minkus Standard Catalog of U. S. Stamps»).
В каталогах Минкуса приводились более детальные сведения о тематике марок (короткий абзац о сюжете, представленном на марке) по сравнению с каталогом «Скотт», в котором указывается только название изображаемого предмета или короткое предложение.

Обложки каталогов Минкуса
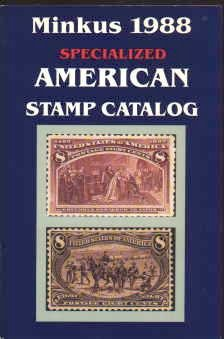
«Специализированный каталог американских марок Минкуса[англ.]» (1988), с изображением двух 8-центовых почтовых марок США (1893, 1898)[^]
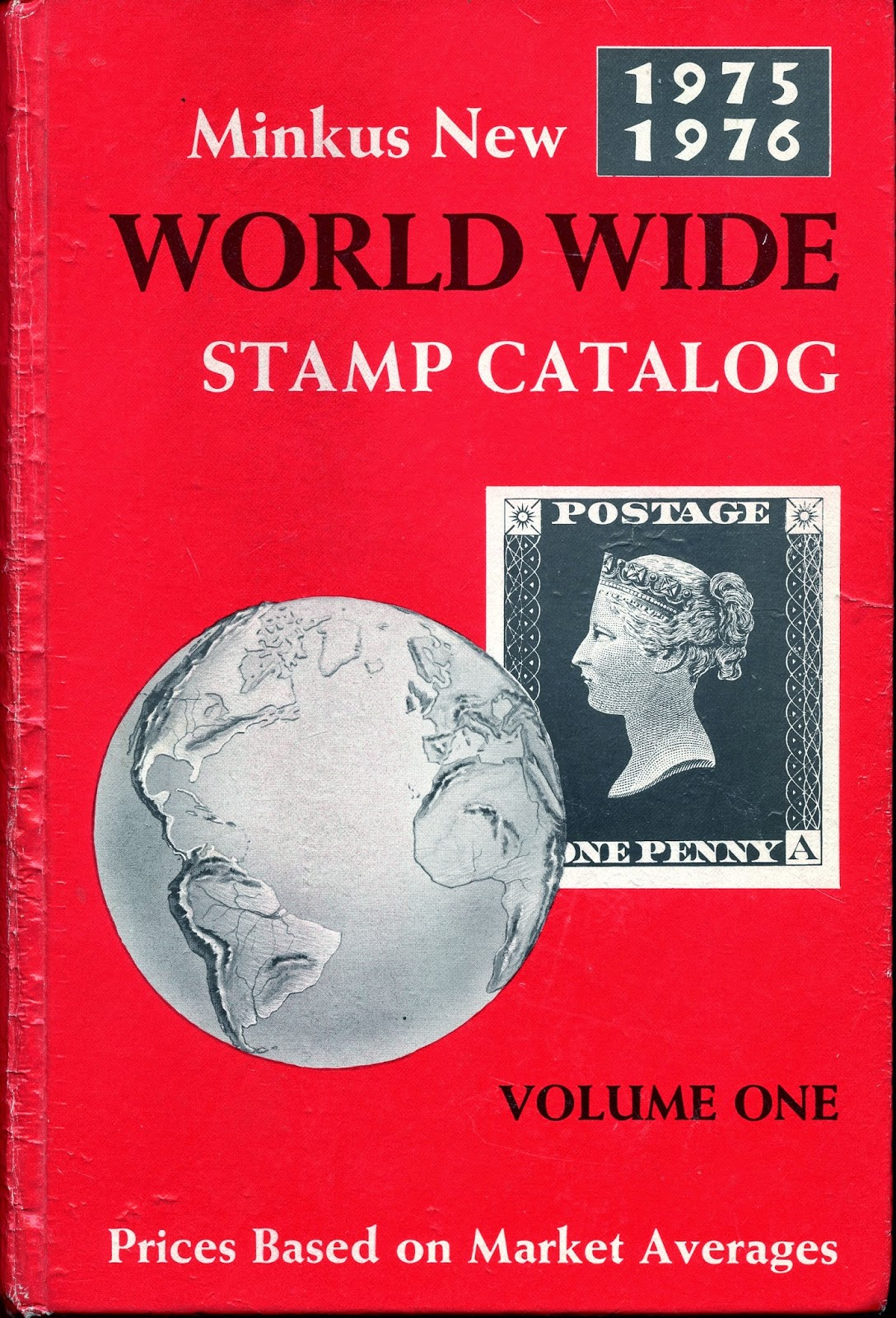
«Новый каталог почтовых марок мира Минкуса»[^], том I (1975)[^], с изображением «Чёрного пенни» и указанием цен на основе рыночных

До середины 1970-х годов издавался двухтомник в твёрдом переплете под названием «Новый каталог почтовых марок мира Минкуса» («Minkus New World-Wide Postage Stamp Catalog»):
- В первом томе, охватывающем США и Британское Содружество, включал 2004 страницы (в 1974 году)[≡].
- Второй том, описывающий марки Европы и остального мира, был немного меньше и насчитывал до 1292 страниц (в 1973 году).

По меньшей мере до 2001 года издавался ряд специализированных каталогов в мягких переплётах, таких как:
- «Стандартный каталог почтовых марок Канады и Организации Объединенных Наций „Краузе — Минкус“» («Krause—Minkus Standard Catalog of Canadian & United Nations Stamps»),
- «Стандартный каталог почтовых марок Австралии „Краузе — Минкус“ (2001): перечни 1948—1999 годов» («Krause—Minkus Standard Catalog of Australia Stamps: 2001 : Listings 1948—1999»; из серии «Почтовые марки мира»),
- «Стандартный каталог марок Израиля „Краузе — Минкус“ (издание 2001 года): перечни 1948—1999 годов. Полностью иллюстрированный каталог почтовых марок Израиля для коллекционера»[6].

Выходил также ряд мотивных каталогов Минкуса.

## Альбомы для марок
Издания альбомов Минкуса, предназначенных для хранения и показа почтовых марок, включали:
- многотомный полный альбом почтовых марок всего мира — «Supreme» или «Master Global Stamp Album»,
- альбомы по отдельным странам,
- альбомы для американских коллекционеров.

Приложения к ним издавались, как минимум, до 2003 года и до сих пор продаются на интернет-аукционах, например, на eBay.

## Судебное разбирательство Краузе — Скотт
В конце 1990-х годов издатель каталога «Скотт» предъявил к издательству «Krause Publications» иск о нарушении авторских прав в связи с использованием в каталоге «Минкус» нумерации марок по каталогу «Скотт». В ходе этого судебного разбирательства издательство «Krause» выступило с возражениями по иску, и в конечном итоге между истцом и ответчиком было заключено мировое соглашение. Тем не менее издательство «Krause» продолжило ссылаться на нумерацию каталога «Скотт», и высказывались предположения, что «Скотт» не смог выиграть это дело.